# MHM-93 Chișinău
El MHM-93 Chișinău fue un equipo de fútbol de Moldavia que jugó en la División Nacional de Moldavia, la primera división de fútbol en el país.

## Historia
Fue fundado en el año 1993 en la capital Chisináu y en ese mismo año es campeón de la Divizia A, logrando en ascenso a la División Nacional de Moldavia.
En su primer año en primera división termina en sexto lugar, y en la temporada 1995/96 termina en octavo lugar.
En la temporada 1996/97 el club pasa por problemas financieros que lo llevan al descenso, declarándose en bancarrota al finalizar la temporada y desaparece.

## Palmarés
- Divizia A: 1

1993/94

## Jugadores

### Jugadores destacados
- Ghenadie Olexici